# 노조미 마유
노조미 마유(일본어: 希美 まゆ, 1989년 10월 5일 ~ )는 일본의 성인 비디오 여배우다.